# Basquetebol em cadeira de rodas nos Jogos Paralímpicos de Verão de 2016
As competições de basquetebol em cadeira de rodas nos Jogos Paralímpicos de Verão de 2016 serão disputada entre 8 e 17 de setembro na Arena Carioca 1 e Arena Olímpica do Rio, no Rio de Janeiro, Brasil. Serão cerca de 264 atletas, divididos em 12 equipes masculinas e 10 equipes femininas.

## Participantes

### Masculino
| Método de qualificação               | Data                                | Sede      | Vagas | Qualificados                                                            | Ref.              |
| ------------------------------------ | ----------------------------------- | --------- | ----- | ----------------------------------------------------------------------- | ----------------- |
| Campeonato Africano de 2015          | 30 de outubro–8 de novembro de 2015 | Algiers   | 1     | ALG Argélia                                                             | [ 1 ] [ 2 ]       |
| Campeonato Asiático-Oceânico de 2015 | 7–8 de outubro de 2015              | Chiba     | 3     | AUS Austrália IRN Irã JPN Japão                                         | [ 1 ] [ 2 ]       |
| Jogos Parapan-Americanos de 2015     | 7–15 de agosto de 2015              | Toronto   | 2     | CAN Canadá USA Estados Unidos                                           | [ 1 ] [ 2 ] [ 3 ] |
| Campeonato Europeu de 2015           | 28 de agosto–6 de setembro de 2015  | Worcester | 5     | GER Alemanha ESP Espanha GBR Grã-Bretanha NED Países Baixos TUR Turquia | [ 1 ] [ 2 ]       |
| País-sede                            | 2 de outubro de 2009                | Dinamarca | 1     | BRA Brasil                                                              | [ 1 ]             |

### Feminino
| Método de qualificação               | Data                                | Sede      | Vagas | Qualificados                                               | Ref.              |
| ------------------------------------ | ----------------------------------- | --------- | ----- | ---------------------------------------------------------- | ----------------- |
| Campeonato Africano de 2015          | 30 de outubro–8 de novembro de 2015 | Algiers   | 1     | ALG Argélia                                                | [ 1 ] [ 2 ]       |
| Campeonato Asiático-Oceânico de 2015 | 7–8 de outubro de 2015              | Chiba     | 4     | CHN China                                                  | [ 1 ] [ 2 ]       |
| Jogos Parapan-Americanos de 2015     | 7–15 de agosto de 2015              | Toronto   | 3     | ARG Argentina CAN Canadá USA Estados Unidos                | [ 1 ] [ 2 ] [ 3 ] |
| Campeonato Europeu de 2015           | 28 de agosto–6 de setembro de 2015  | Worcester | 4     | GER Alemanha FRA França GBR Grã-Bretanha NED Países Baixos | [ 1 ] [ 2 ]       |
| País-sede                            | 2 de outubro de 2009                | Dinamarca | 1     | BRA Brasil                                                 | [ 1 ]             |

## Medalhistas
| Evento               | Ouro               | Prata        | Bronze            |
| -------------------- | ------------------ | ------------ | ----------------- |
| Masculino (Detalhes) | USA Estados Unidos | ESP Espanha  | GBR Grã-Bretanha  |
| Feminino (Detalhes)  | USA Estados Unidos | GER Alemanha | NED Países Baixos |